# EBCDIC
EBCDIC (Extended Binary Coded Decimal Interchange Code) er et tegnsæt, der benyttes af IBMs mainframe-computere og bl.a. dette firmas iSeries-computere (tidligere AS/400). Tegnsættet anvendes også på enkelte andre firmaers computere. Det er en videreudvikling af BCD, binary coded decimal, der blev benyttet på hulkort. 

## Historie
EBCDIC blev udviklet hos IBM i 1963 og 1964 til firmaets System/360 computere. Den er en 8-bit kode i modsætning til ASCII, der (oprindelig) er en 7-bit kode.

## Særtræk ved EBCDIC
- I EBCDIC findes bogstaverne ikke samlet ét sted som i ASCII, de er samlet i enkelte blokke.
- Enkelte af kontroltegnene er sammenfaldende med ASCII.
- Tegnene for tal har en større talværdi end bogstaver i modsætning til ASCII. Dette er af betydning hvis man skal sammenligne tekststrenge indeholdende både tal og bogstaver.
- De små bogstaver har en mindre talværdi end de store bogstaver, også i modsætning til ASCII.

Der findes adskillige codepages til EBCDIC med nationale tilpasninger. 